# Selección femenina de hockey sobre hielo sub-18 de China Taipéi
La Selección femenina de hockey sobre hielo sub-18 de China Taipéi es el equipo de hockey sobre hielo femenino sub-18 representativo de la República de China (Taiwán). El equipo es regido por la Federación de Hockey sobre Hielo de China Taipéi y es miembro de la Federación Internacional de Hockey sobre Hielo (IIHF). Compite en la Copa Desafío Femenina de Asia de la IIHF.

## Historia
La selección femenina de hockey sobre hielo sub-18 de China Taipéi jugó su primer partido en marzo de 2018 contra la selección femenina de Tailandia durante la Copa Desafío Femenina de Asia de la IIHF 2018 que se celebró en Kuala Lumpur, Malasia. China Taipéi ganó el juego 5-3 y luego ganó sus otros dos partidos contra el equipo femenino sub-18 de Nueva Zelanda y el equipo femenino de Singapur con la victoria por 12-1 contra Singapur actualmente su mayor victoria registrada.[2 ] China Taipéi ganó el torneo después de terminar en primer lugar luego de sus tres victorias por delante del segundo clasificado, Nueva Zelanda. Wang Hsuan fue nombrado mejor delantero por la Dirección de la IIHF y Tao Sing-Lin fue seleccionado como el mejor jugador de China Taipéi del torneo. En mayo de 2018, la IIHF anunció que China Taipéi inscribiría a un equipo en el Campeonato Mundial Femenino Sub-18 de la IIHF para 2019.

### Copa Desafío Femenina de Asia de la IIHF
| Año  | Sede         | Pos.                                  |
| ---- | ------------ | ------------------------------------- |
| 2014 | Hong Kong    | No entró                              |
| 2015 | Taipéi       | No entró                              |
| 2016 | Taipéi       | No entró                              |
| 2018 | Kuala Lumpur | 1°                                    |
| 2019 | Abu Dabi     | No entró                              |
| 2020 | Manila       | Cancelado por la Pandemia de COVID-19 |

### Campeonato Mundial Femenino Sub-18 de Hockey sobre Hielo
| Año  | Sede                | Pos.                                                         |
| ---- | ------------------- | ------------------------------------------------------------ |
| 2008 | Calgary             | No entró                                                     |
| 2009 | Füssen              | No entró                                                     |
| 2010 | Chicago             | No entró                                                     |
| 2011 | Estocolmo           | No entró                                                     |
| 2012 | Zlín y Přerov       | No entró                                                     |
| 2013 | Heinola y Vierumäki | No entró                                                     |
| 2014 | Budapest            | No entró                                                     |
| 2015 | Búfalo              | No entró                                                     |
| 2016 | St. Catharines      | No entró                                                     |
| 2017 | Zlín y Přerov       | No entró                                                     |
| 2018 | Dmítrov             | No entró                                                     |
| 2019 | Obihiro             | No entró                                                     |
| 2020 | Bratislava          | 3° en la Clasificación de la División IB (23° en la general) |
| 2021 | Linköping y Mjölby  | Cancelado por la Pandemia de COVID-19                        |